# Enya (album)
Enya is het eerste album van de zangeres Enya, uit 1987. Het album is in 1992 opnieuw uitgebracht onder de titel The Celts. De track "Boadicea" is gesampled door zowel de Fugees in hun hit "Ready Or Not" als Mario Winans in zijn hit "I Don't Wanna Know". "Deireadh an Tuath" en "Dan y Dŵr" zijn vrijwel dezelfde songs, respectievelijk in het Iers en het Welsh gezongen.

## Nummers
1. "The Celts" – 2:50
2. "Aldebaran" (dedicated to Ridley Scott) – 3:05
3. "I Want Tomorrow" – 4:02
4. "March of the Celts" – 3:10
5. "Deireadh an Tuath" – 1:43
6. "The Sun in the Stream" – 2:55
7. "To Go Beyond, Pt. 1" – 1:20
8. "Fairytale" – 3:03
9. "Epona" – 1:36
10. "Triad: St. Patrick / Cú Chulainn / Oisin" – 4:25
11. "Portrait" – 1:23 1
12. "Boadicea" – 3:30
13. "Bard Dance" – 1:23
14. "Dan y Dŵr" – 1:41
15. "To Go Beyond, Pt. 2" – 2:50